# Percloropropeno
Percloropropeno ou 1,1,2,3,3,3-hexacloroprop-1-eno é o composto químico de fórmula C3Cl6. É classificado com o número CAS 1888-71-7.
Como outros cloropropanos e cloropropenos causam a dermatite de contato, vertigens, dores de cabeça, lacrimejamento, irritação e rompimentos das membranas mucosas e, quando ingeridos, danos no fígado em seres humanos. O hexacloropropeno pode ser usado para produzir outros compostos, como o tetracloreto de urânio, o pentacloreto de nióbio anidro e o hexacloreto de tungstênio.